# American Basketball Association (nowa)
American Basketball Association (Amerykańskie Stowarzyszenie Koszykówki), amerykańska profesjonalna liga koszykówki męskiej, założona w 1999 r. przez dwóch biznesmenów Joe Newmana i Richarda Tinkhama. Zrzesza 78 drużyn ze Stanów Zjednoczonych, Kanady, Meksyku oraz Japonii.
Nie ma nic wspólnego z istniejącą w latach 1967–1976, ligą o tej samej nazwie.
Do ligi może dołączyć każdy zespół, o ile jego właściciel lub właściciele uiszczą kwotę wpisowego. Władze ligi nie sprawdzają wiarygodności oraz wypłacalności właścicieli. W wyniku takiego podejścia do spraw formalnych ligę ABA opuściło do grudnia 2008 roku ponad 200 drużyn. Latem 2014 roku liczba ta wzrosła do ponad 350.

## Finały ABA
| Sezon   | Mistrz                       | Finalista                | Wynik                | Lokalizacja                          | Adnotacje |
| ------- | ---------------------------- | ------------------------ | -------------------- | ------------------------------------ | --------- |
| 2000–01 | Detroit Dogs                 | Chicago Skyliners        | 107-91               | Cox Pavilion                         |           |
| 2001–02 | Kansas City Knights          | Southern California Surf | 118-113              | Kemper Arena                         |           |
| 2003–04 | Long Beach Jam               | Kansas City Knights      | 126-123              | Walter Pyramid                       |           |
| 2004–05 | Arkansas RimRockers          | Bellevue Blackhawks      | 118-103              | Alltel Arena                         |           |
| 2005–06 | Rochester Razorsharks        | SoCal Legends            | 117-114              | Blue Cross Arena                     |           |
| 2006–07 | Vermont Frost Heaves         | Texas Tycoons            | 143-95               | Barre Auditorium                     |           |
| 2007–08 | Vermont Frost Heaves         | San Diego Wildcats       | 87-84                | Pavillon de la Jeunesse              |           |
| 2008-09 | Kentucky Bisons              | Maywood Buzz             | 127-120              | Nashville Municipal Auditorium       |           |
| 2009–10 | Southeast Texas Mavericks    | Kentucky Bisons          | 96-99, 104-83, 85-76 | Lamar State College                  | Best-of 3 |
| 2010-11 | Southeast Texas Mavericks    | Gulf Coast Flash         | 114-97, 109-85       | Nutty Jerry's Entertainment Complex  | Best-of 3 |
| 2011-12 | Jacksonville Giants          | South Carolina Warriors  | 106-101, 100-91      | Eckerd College                       | Best-of 3 |
| 2012-13 | Jacksonville Giants          | North Dallas Vandals     | 85-84, 110-109       | Jacksonville Veterans Memorial Arena | Best-of 3 |
| 2013–14 | Shreveport-Bossier Mavericks | Jacksonville Giants      | 136-127, 105-103     | Hirsch Memorial Coliseum             | Best-of 3 |
| 2014–15 | Shreveport-Bossier Mavericks | Miami Midnites           | 109-81, 116-91       | Hirsch Memorial Coliseum             | Best-of 3 |
| 2015–16 | Jacksonville Giants          | Windy City Groove        | 92-80, 93-90         | Laredo Energy Arena                  | Best-of 3 |
| 2016–17 | Jacksonville Giants          | Windy City Groove        | 120-102              | Woodlawn High School                 |           |
| 2017–18 | Jacksonville Giants          | Austin Bats              | 119-114              | Lehman High School                   |           |
| 2018-19 | Jacksonville Giants          | South Florida Gold       | 116-112              | St. Louis College of Pharmacy        |           |

## Wyniki ABA All-Star Game
- 2002 ABA All-Star Game – Kansas City Knights – ABA All-Stars, 161-138  (Kemper Arena)
- 2005 ABA All-Star Game – Zachód – Wschód, 163-149 (Las Vegas Sports Cente])
- 2006 ABA All-Star Game – Wschód – Zachód, 129-127 (BankAtlantic Center)
- 2007 ABA All-Star Game – Zachód – Wschód, 138-123 (Halifax Metro Centre)
- 2008 ABA All-Star Game – Wschód – Zachód, 161-140 (Barre Auditorium)
- 2011 ABA All-Star Game – Wschód – Zachód, 123-122 (Jacksonville Veterans Memorial Arena)
- 2013 ABA All-Star Game – Wschód – Zachód, 198-141 (South Suburban College)
- 2018 ABA All-Star Game – (A Giving Heart Community Center)

## Nagrody
MVP
- 2001–02 – Pete Mickeal, Kansas City Knights
- 2003–04 – Joe Crispin, Kansas City Knights
- 2004–05 – Kareem Reid, Arkansas RimRockers
- 2005–06 – Chris Carrawell, Rochester Razorsharks
- 2006–07 – James Marrow
- 2008–09 – DeRon Rutledge, Southeast Texas Mavericks
- 2017–18 – Maurice Mickens, Jacksonville Giants

MVP Finałów
- 2000–01 – Gee Gervin i Ndongo N’Diaye, Detroit Dogs
- 2001–02 – Pete Mickeal, Kansas City Knights
- 2004–05 – Kareem Reid, Arkansas RimRockers
- 2005–06 – Chris Carrawell, Rochester Razorsharks
- 2008–09 – Michael James, Kentucky Bisons
- 2011–12 – Jermaine Bell, Jacksonville Giants
- 2015–16 – Maurice Mickens, Jacksonville Giants
- 2017–18 – Benard Nugent, Jacksonville Giants
- 2018–19 – Maurice Mickens, Jacksonville Giants

MVP – All-Star Game
- 2001–02 – Maurice Carter, Kansas City Knights
- 2004–05 – Lou Kelly, Zachód
- 2005–06 – Armen Gilliam, Wschód
- 2006–07 – Billy Knight, Zachód
- 2007–08 – Anthony Anderson, Wschód
- 2012–13 – Maurice Mickens, Wschód
- 2016–17 – Christopher Cromartie, Wschód
- 2017–18 – Ton Reddit, Wschód

Trener Roku
- 2003–04 – Earl Cureton, Long Beach Jam
- 2004–05 – Rick Turner, Bellevue Blackhawks
- 2005–06 – Rod Baker, Rochester Razorsharks
- 2006–07 – Will Voigt, Vermont Frost Heaves
- 2007–08 – Will Voigt, Vermont Frost Heaves
- 2008–09 – Otis Key, Kentucky Bisons
- 2017–18 – Jerry Williams, Jacksonville Giants

Menedżer Roku
- 2003–04 – Rafael Fitzmaurice, Juarez Gallos
- 2004–05 – Michael Tuckman, Bellevue Blackhawks
- 2005–06 – Orest Hrywnak, Rochester Razorsharks
- 2006–07 – Felix Krupczynski, Jacksonville JAM
- 2008–09 – Jay Sills, Kentucky Bisons
- 2017–18 – Abraham Muheize, San Diego Kings

Działalność Społeczna
- 2006–07 – Modie Cox, Buffalo Silverbacks

## Aktualnie występujące zespoły
Gulf Coast Division
| Zespół                       | Lokalizacja             | Hala (Pojemność)                  |
| ---------------------------- | ----------------------- | --------------------------------- |
| Birmingham Blitz             | Birmingham, Alabama     |                                   |
| Bowling Green Bandits        | Bowling Green, Kentucky | E.A. Diddle Arena (7,326)         |
| Jackson Showboats            | Jackson, Mississippi    |                                   |
| Memphis Lions                | Memphis, Tennessee      |                                   |
| Mobile Bay Tornados          | Mobile, Alabama         |                                   |
| Montgomery Blackhawks        | Montgomery, Alabama     |                                   |
| Shreveport-Bossier Mavericks | Shreveport, Luizjana    | Hirsch Memorial Coliseum (10,300) |

Mid-Atlantic Division
| Zespół                 | Lokalizacja                     | Hala (Pojemność)             |
| ---------------------- | ------------------------------- | ---------------------------- |
| Baltimore Hawks        | Baltimore, Maryland             |                              |
| Charleston City Lions  | Charleston, Karolina Południowa |                              |
| Fayetteville Flight    | Fayetteville, Karolina Północna | Freedom Courts Sportsplex    |
| Greenville Galaxy      | Greenville, Karolina Południowa |                              |
| North Carolina Coyotes | Henderson, Karolina Północna    |                              |
| Richmond Elite         | Highland Springs, Wirginia      | Highland Springs High School |

NoCal Division
| Zespół                | Lokalizacja               | Hala (Pojemność)         |
| --------------------- | ------------------------- | ------------------------ |
| Bay Area Matrix       | San Francisco, Kalifornia |                          |
| Central Valley Titans | Exeter, Kalifornia        | Exeter Union High School |
| Fresno Griffins       | Fresno, Kalifornia        | California & Elm St. Gym |
| San Francisco Rumble  | San Francisco, Kalifornia | Joseph Lee Rec Center    |

North Central Division
| Zespół                           | Lokalizacja             | Hala (Pojemność)                |
| -------------------------------- | ----------------------- | ------------------------------- |
| Chicago Fury                     | Chicago, Illinois       |                                 |
| Chicago Steam                    | South Holland, Illinois | South Suburban College          |
| Detroit Coast II Coast All-Stars | Detroit, Michigan       | Cass Technical High School      |
| Grand Prairie Cowboys            | Southfield, Michigan    | Bradford Academy                |
| Illinois Balldogz                | Illinois                |                                 |
| Indiana State Warriors           | Portage, Indiana        |                                 |
| Indy Naptown All-Stars           | Indianapolis, Indiana   | Arsenal Technical High School   |
| Iowa Greyhounds                  | Estherville, Iowa       |                                 |
| Libertyville Vipers              | Libertyville, Illinois  | Falcon Park Recreation Center   |
| Milwaukee RimRattlers            | Milwaukee, Wisconsin    | Milwaukee County Sports Complex |
| Motor City Firebirds             | Pontiac, Michigan       | Beech Woods Recreation Center   |
| Southern Illinois Monarchs       | Ina, Illinois           | Rend Lake College               |
| TEAM NetWork                     | Detroit, Michigan       | Romulus Athletic Center         |
| West Michigan Lake Hawks         | Muskegon, Michigan      | Muskegon Heights Academy        |

Northeast Division
| Zespół                    | Lokalizacja              | Hala (Pojemność)                 |
| ------------------------- | ------------------------ | -------------------------------- |
| Bronx Holy Flames         | Bronx, Nowy Jork         |                                  |
| Brooklyn Sky Rockets      | Brooklyn, Nowy Jork      |                                  |
| Jersey Express            | Jersey City, New Jersey  |                                  |
| Philadelphia Spirit       | Burlington, New Jersey   |                                  |
| Providence Sky Chiefs     | Pawtucket, Rhode Island  | Rhode Island College (2000)      |
| Staten Island Vipers      | Staten Island, Nowy Jork | Port Richmond High School (2000) |
| Steel City Yellow Jackets | Pittsburgh, Pensylwania  | CCAC Allegheny Campus (2000)     |
| Syracuse Storm            | Syracuse, Nowy Jork      |                                  |

Pacific Northwest Division
| Zespół                | Lokalizacja                   | Hala (Pojemność)              |
| --------------------- | ----------------------------- | ----------------------------- |
| Calgary Crush         | Calgary, Alberta              | SAIT Polytechnic              |
| Kitsap Admirals       | Bremerton, Waszyngton         |                               |
| Lakewood Panthers     | Lakewood, Waszyngton          |                               |
| Seattle Mountaineers  | Seattle, Waszyngton           | Green River Community College |
| Vancouver Ballaholics | Vancouver, Kolumbia Brytyjska |                               |

SoCal Division
| Zespół                  | Lokalizacja             | Hala (Pojemność)               |
| ----------------------- | ----------------------- | ------------------------------ |
| Arizona Scorpions       | Phoenix, Arizona        | Phoenix College (2,000)        |
| Inland Empire Invaders  | Riverside, Kalifornia   |                                |
| Las Vegas Flames        | Las Vegas, Nevada       | Durango Hills Community Center |
| Los Angeles Slam        | Los Angeles, Kalifornia | Santiago Canyon College        |
| Oceanside A-Team        | Oceanside, Kalifornia   | Mira Costa College             |
| Orange County Novastars | Irvine, Kalifornia      | Fullerton Community College    |
| San Diego Surf          | San Diego, Kalifornia   | Miramar College                |

Southeast Division
| Zespół                        | Lokalizacja              | Hala (Pojemność)                             |
| ----------------------------- | ------------------------ | -------------------------------------------- |
| Albany Shockwave              | Albany, Georgia          |                                              |
| Atlanta Aliens                | Atlanta, Georgia         |                                              |
| Atlanta Wildcats              | Atlanta, Georgia         | Lynnwood Recreation Center                   |
| Gainesville Heat              | Gainesville, Georgia     |                                              |
| Georgia Gwizzlies             | Austell, Georgia         | South Cobb Recreational Center               |
| Jacksonville Giants           | Jacksonville, Floryda    | Jacksonville Veterans Memorial Arena (6,806) |
| Miami Midnites                | Miami, Floryda           |                                              |
| South Florida Gold            | Fort Lauderdale, Floryda |                                              |
| Southcoast Fire               | Orange Park, Floryda     | Ridgeview High School                        |
| Southwest Fellowship Warriors | Savannah, Georgia        | Savannah High School                         |

Southwest Division
| Zespół                | Lokalizacja            | Hala (Pojemność)               |
| --------------------- | ---------------------- | ------------------------------ |
| Am-Mex Swarm          | Piedras Negras, Meksyk | Auditorio Santiago V. Gonzales |
| Austin Boom           | Austin, Teksas         |                                |
| Baytown Bandits       | Baytown, Teksas        |                                |
| Dallas Impact         | Dallas, Teksas         | Lakewest Family YMCA           |
| Houston Xperience     | Kingwood, Teksas       | Lone Star College-Kingwood     |
| Louisiana Soul        | Lafayette, Luizjana    | Northside High School          |
| Sugar Land Legends    | Sugarland, Teksas      | Wheeler Fieldhouse             |
| Texas Fuel            | San Antonio, Teksas    |                                |
| West Texas Whirlwinds | Midland, Teksas        |                                |

Pozostałe zespoły
| Zespół                | Lokalizacja         | Hala (Pojemność)                  |
| --------------------- | ------------------- | --------------------------------- |
| Chicago Court Kingz   | Chicago, Illinois   | Zespół objazdowy bez własnej hali |
| Colorado Kings        | Denver, Kolorado    | Zespół objazdowy bez własnej hali |
| DMV Kings             | Baltimore, Maryland | Zespół objazdowy bez własnej hali |
| Metroplex Lightning   | Dallas, Teksas      | Zespół objazdowy bez własnej hali |
| Missouri Rhythm       | Raytown, Missouri   | The ROC Fitness & Recreation      |
| Shizuoka Gymrats      | Shizuoka, Japonia   | Zespół objazdowy bez własnej hali |
| South Houston Assault | Humble, Teksas      | The Gym                           |

## Zespoły, które dołączyły do innych lig
- Arkansas RimRockers – NBA Development League, rozwiązany
- Beijing Olympians – West Coast Pro Basketball League
- Bellingham Slam – aktualnie w International Basketball League
- Bluegrass Stallions – Premier Basketball League, rozwiązany
- Charlotte Krunk – Continental Basketball Association, jako Atlanta Krunk, następnie Premier Basketball League, jako Augusta Groove, rozwiązany
- Chicago Throwbacks – Premier Basketball League, rozwiązany
- Corning Bulldogs – Eastern Basketball Alliance, jako Elmira Bulldogs, rozwiązany
- Detroit Panthers – Premier Basketball League, rozwiązany
- Florida Pit Bulls – Continental Basketball Association, jako East Kentucky Miners, ponownie ABA, rozwiązany
- Georgia Knights – aktualnie w Universal Basketball Association, jako Georgia Lions
- Georgia Razors – Continental Basketball League
- Halifax Rainmen – Premier Basketball League, następnie National Basketball League of Canada
- Heartland Prowl – aktualnie w Continental Basketball League
- Indiana Alley Cats – Continental Basketball Association, rozwiązany
- Indiana Diesels – aktualnie w Premier Basketball League
- Jacksonville JAM – Premier Basketball League, wydalony z ligi w 2008 roku
- Lake Michigan Admirals – aktualnie w Premier Basketball League
- Lima Explosion – Premier Basketball League, jako Lima Express
- Long Beach Jam – aktualnie w NBA Development League, jako Bakersfield Jam
- Manchester Millrats – Premier Basketball League, następnie National Basketball League of Canada, jako Saint John Mill Rats
- Maryland Marvels – aktualnie w Eastern Basketball Alliance
- Maryland Nighthawks – Premier Basketball League, następnie Atlantic Coast Professional Basketball League, jako Washington GreenHawks, rozwiązany
- North Texas Fresh – Universal Basketball Association
- Northeast Pennsylvania Breakers – United States Basketball League, rozwiązany
- Northwestern Indiana Magical Stars – Premier Basketball League, jako Northwest Indiana Stars, wydalony z ligi, rozwiązany
- Oklahoma Cavalry – Continental Basketball Association, jako Lawton-Fort Sill Cavalry, następnie Premier Basketball League, rozwiązany
- Pittsburgh Xplosion – Continental Basketball Association, rozwiązany
- Portsmouth Cavaliers – American Professional Basketball League
- Quad City Riverhawks – Premier Basketball League, rozwiązany
- Quebec Kebs – Premier Basketball League, następnie National Basketball League of Canada
- Reading Railers – Premier Basketball League, rozwiązany
- Rochester Razorsharks – aktualnie w Premier Basketball League
- Rockford Riverdawgs – aktualnie w Independent Basketball Association
- Rock River Fury – Premier Basketball League, jako Rockford Fury, rozwiązany
- San Jose SkyRockets – Continental Basketball Association, jako Minot SkyRockets, rozwiązany
- SoCal Legends – Continental Basketball Association, rozwiązany
- Vancouver Dragons – Continental Basketball Association, rozwiązany
- Vermont Frost Heaves – Premier Basketball League, rozwiązany w styczniu 2011
- Waco Wranglers – aktualnie w United Basketball League, jako Texas Wranglers
- Wilmington Sea Dawgs – Premier Basketball League, następnie Continental Basketball League, później Tobacco Road Basketball League